# Patrick Peire
Patrick Peire (Brugge, 6 augustus 1946 - Jabbeke, 22 november 2023) was een Belgisch blokfluitist, dirigent, koorleider en muziekpedagoog.

## Levensloop
Peire doorliep de humaniora Latijn-wiskunde aan het Sint-Lodewijkscollege in Brugge. Vervolgens behaalde hij het licentiaatsdiploma psychologie (specialisatie muziekpsychologie) in 1968 (eindscriptie: De invloed van muziek op de arbeidende mens) en het licentiaatsdiploma kunstgeschiedenis en oudheidkunde (specialisatie musicologie) in 1970 (eindscriptie: Vergelijkende studie van de seccorecieten in de kerkcantates van J.S. Bach en G.Ph. Telemann), beide aan de Rijksuniversiteit Gent. In 1974-75 studeerde hij vijf semesters aan de Albert Magnusuniversiteit van Keulen.

## Muziek
Zijn muzikale loopbaan begon vroeg. Toen hij twaalf was richtte hij met enkele vriendjes zijn eerste muziekgroep op. In het Sint-Lodewijkscollege speelde hij blokfluit in het ensemble Ons Dorado. Tijdens een concertreis met die groep ontmoette hij Carl Orff. Hij volgde lessen aan het Muziekconservatorium van Brugge. In zijn voorlaatste humaniorajaar stichtte hij het barokensemble Ter Duinen (1963). In Gent studeerde hij verder aan het Koninklijk Conservatorium. Hij behaalde er eerste prijzen notenleer (1966), harmonieleer (1970), fluit (1970), kamermuziek (1971) en muziekgeschiedenis (1971). Al gedurende zijn opleiding was hij docent aan de Stedelijke Muziekschool Brugge (vanaf 1970). In 1971 richtte hij met enkele vrienden het Telemann Barokensemble op. Kort daarop volgde de stichting van het Collegium Instrumentale Brugense. In 1974 behaalde hij een eerste prijs blokfluit aan het Koninklijk Conservatorium Brussel. In Keulen en in Den Haag specialiseerde hij zich in de oude muziek en de historische uitvoeringspraktijk. Andere onderscheidingen in die jaren kwamen op een blokfluitwedstrijd in Brugge (1972) en de Stimulusprijs avant-gardemuziek in Brussel (1974). Vanaf 1972 was hij docent blokfluit, samenspel en kamermuziek aan het Lemmensinstituut te Leuven en vanaf 1981 docent blokfluit aan het Gents conservatorium. Hij gaf voorts voordrachten in het kader van de pedagogiek.
Het Collegium Instrumentale Brugense werd de voornaamste activiteit van Peire als dirigent. In 1985 werd de eerste langspeelplaat van het Collegium Instrumentale Brugense en het Westvlaams Vocaal Ensemble opgenomen onder het label Eufoda, met onder andere de Sinfonia in A voor strijkers van Pieter van Maldere (Eufoda 1092, reeks Ars Musica Iuventutis Flandriae). Vele jaren lang (tot 2006 onder zijn leiding) hield dit ensemble elk jaar 30 à 40 concerten in binnen- en buitenland. Daarnaast nam hij ook het Westvlaams Vocaal Ensemble in handen en herdoopte het tot Capella Brugensis. Van 1986 tot 1994 was Peire ook dirigent van het Nieuw Vlaams Symfonieorkest (voorheen West-Vlaams Orkest).
Peire was een broer van Marc Peire, die ook musicus was en aan wie hij lesgaf, en was een neef van de kunstschilder Luc Peire.
Na een slepende ziekte overleed hij op 22 november 2023 op 77-jarige leeftijd te Jabbeke.